# Krajková

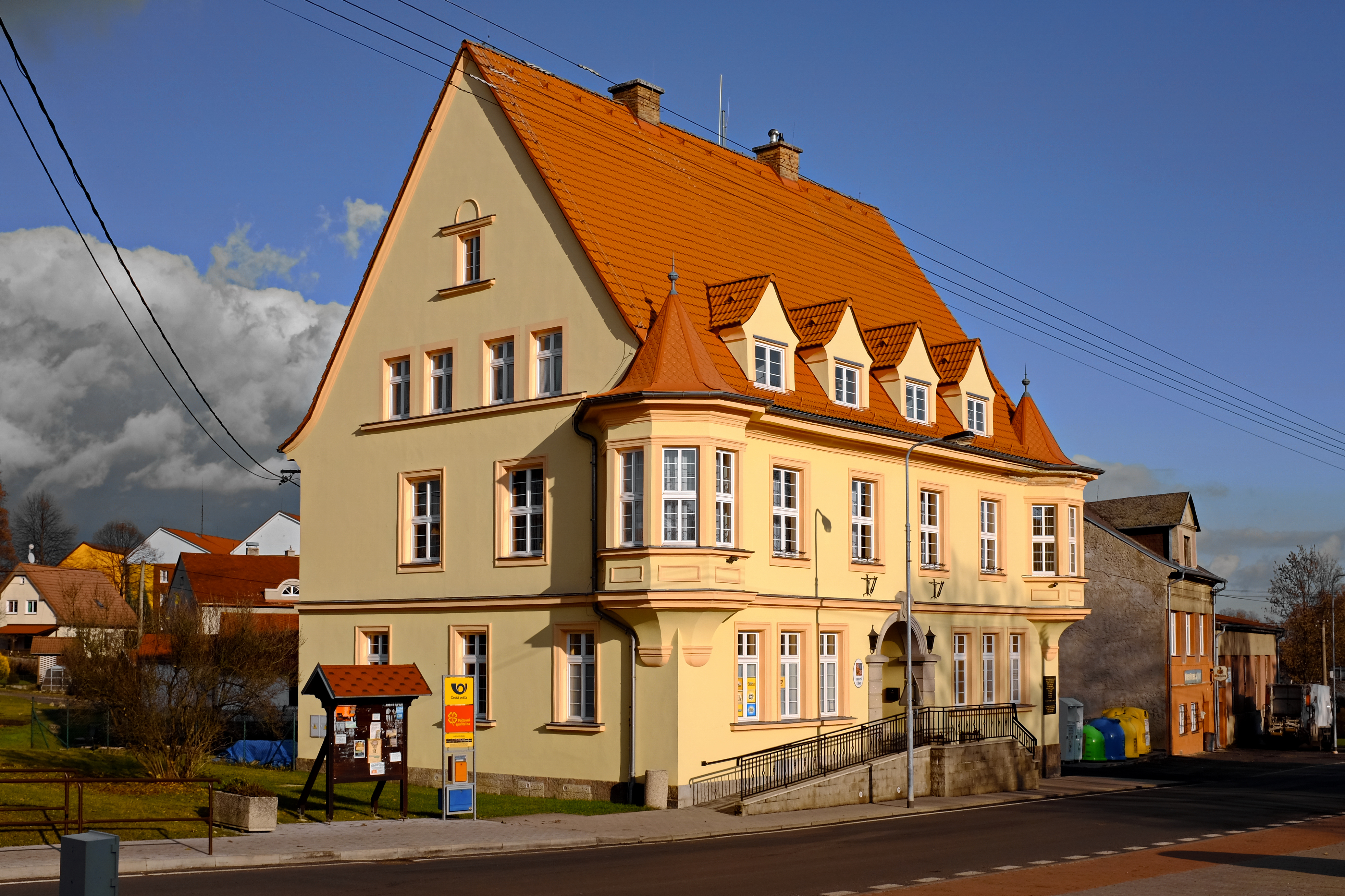
Rathaus

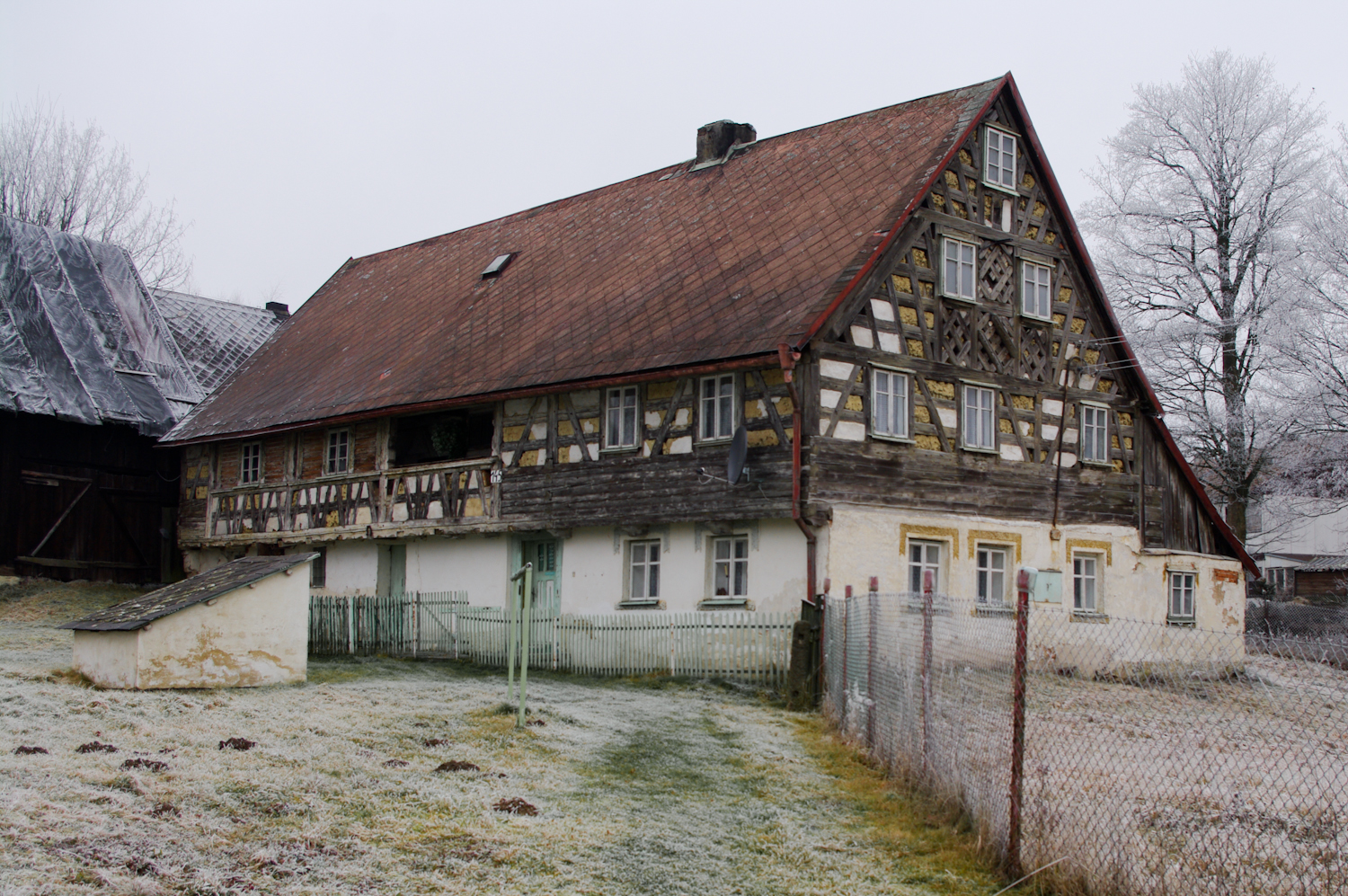
Fachwerkhaus Nr. 145

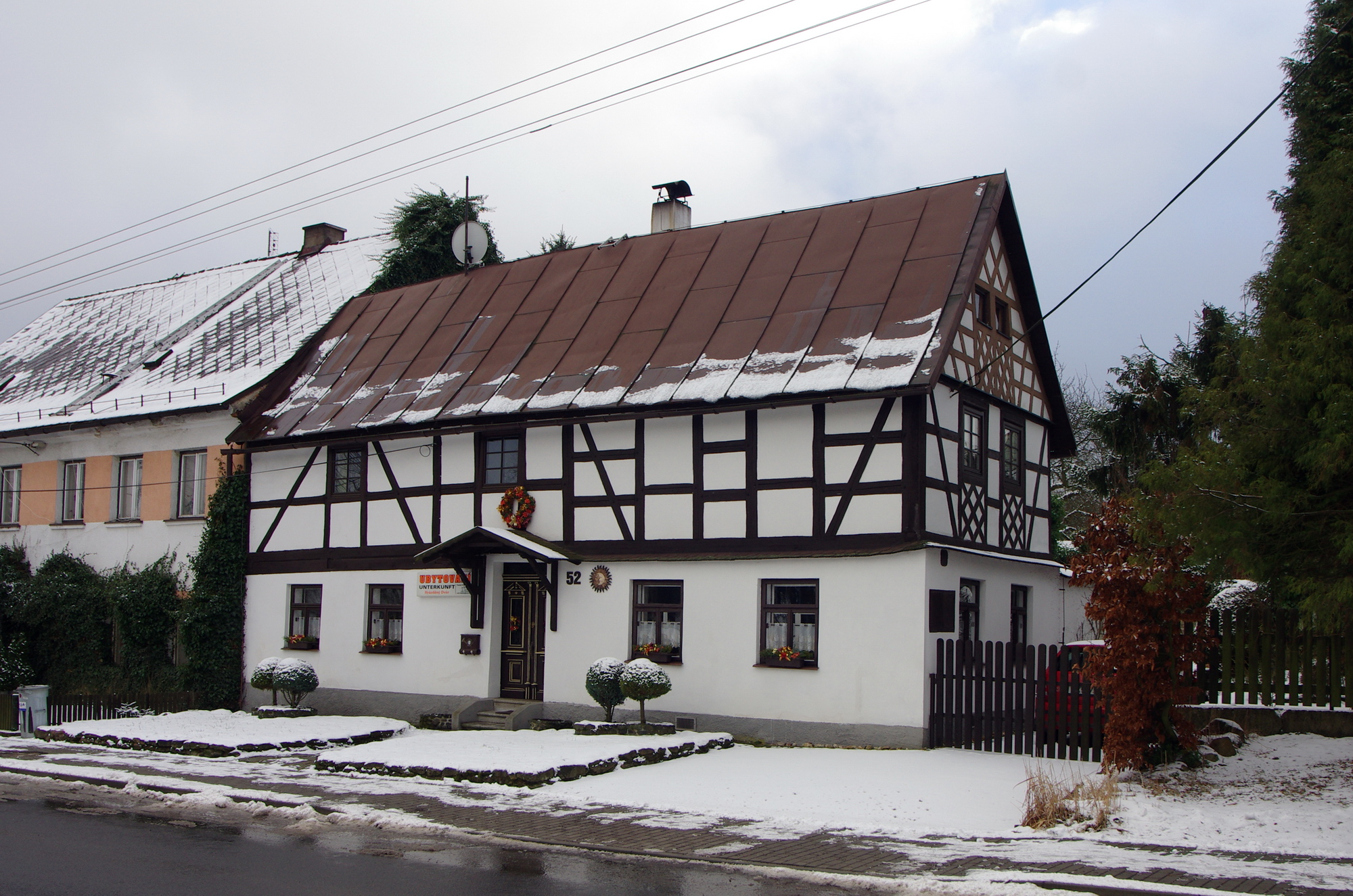
Fachwerkhaus Nr. 52

Krajková (deutsch Gossengrün) ist eine Gemeinde im Okres Sokolov im  Karlovarský kraj in Tschechien.

## Geographie

### Geographische Lage
Die Ortschaft liegt in Westböhmen, neun Kilometer nordwestlich von Sokolov  (Falkenau an der Eger) im Naturpark Leopoldový Hamry im Südwesten des Erzgebirges. Nordwestlich erhebt sich der Berg Březnice (Preßbühl, 662 m), südwestlich liegt der Na Rovině (620 m). Im Westen befindet sich das mit der Talsperre Horka geflutete Tal des Baches Libocký potok.

### Gemeindegliederung
Die Gemeinde Krajková besteht aus den Ortsteilen Anenská Ves (Annadorf), Bernov (Bernau), Dolina (Loch), Hrádek (Pürgles), Krajková (Gossengrün), Květná (Plumberg) und Libnov (Liebenau). Grundsiedlungseinheiten sind Anenská Ves, Bernov, Dolina, Hrádek, Krajková, Květná, Leopoldovy Hamry (Leopoldshammer), Libnov und Markvarec (Marklesgrün). Zu Krajková gehört außerdem die Einschicht Nová Hospoda.
Das Gemeindegebiet gliedert sich in die Katastralbezirke Dolina u Krajkové, Hrádek u Krajkové, Krajková, Květná u Krajkové, Leopoldovy Hamry, Libnov und Markvarec u Krajkové.

### Nachbarorte
Nachbarorte sind Libnov im Norden, Dolina im Nordosten, Hřebeny im Osten, Josefov und Radvanov im Südosten, Anenská Ves, Markvarec und Hrádek im Süden, Nová Hospoda und Květná im Südwesten, Nový Kostel und Čižebná im Westen sowie Božetín und Bernov im Nordwesten.
| Luby (Schönbach)         | Kraslice (Graslitz)                         | Oloví (Bleistadt)         |
| Nový Kostel (Neukirchen) | Kompassrose, die auf Nachbargemeinden zeigt | Dolní Nivy (Unterneugrün) |
|                          | Habartov (Habersbirk)                       | Josefov (Josefsdorf)      |

## Geschichte

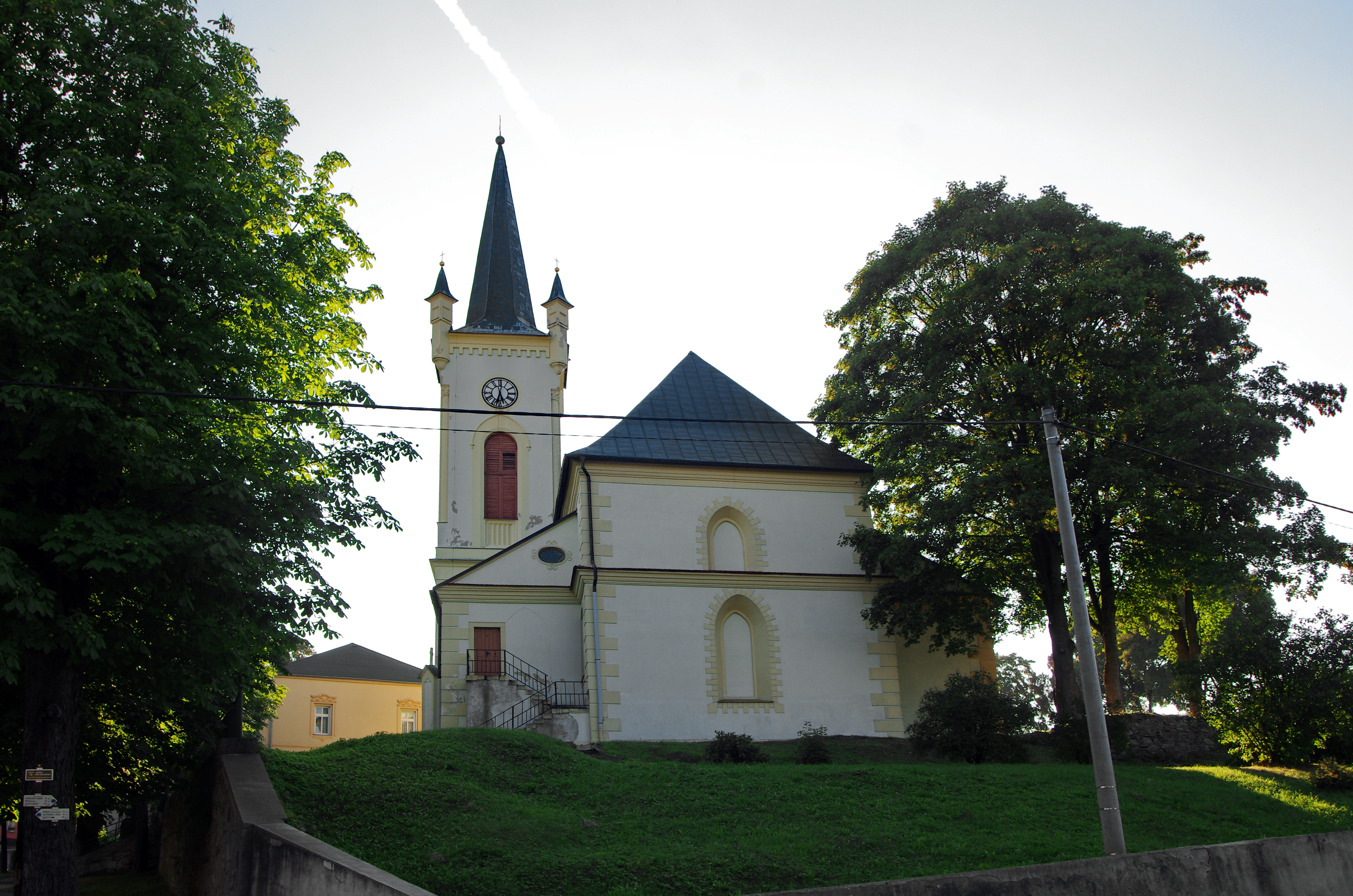
Peter-und-Paul-Kirche

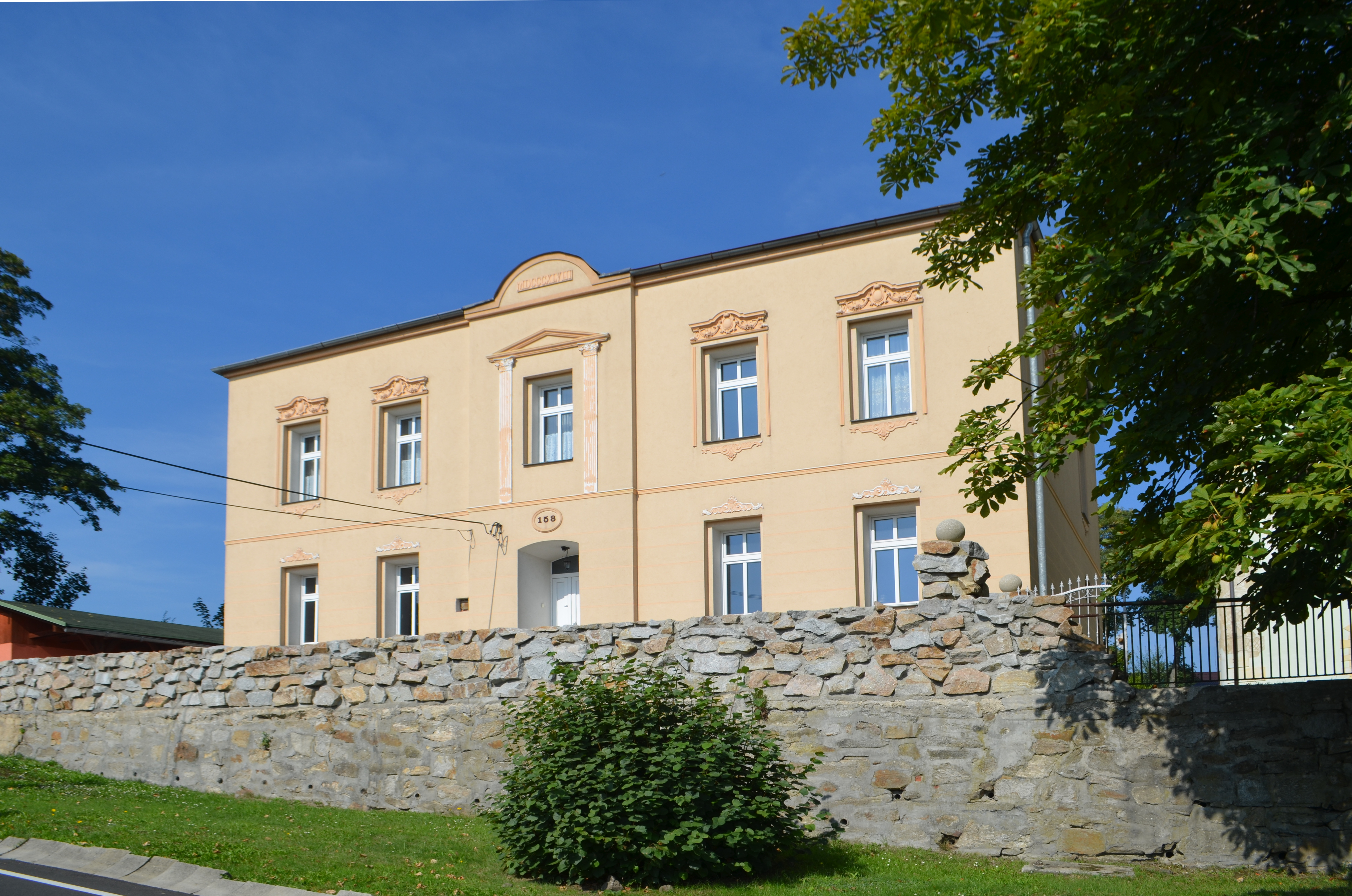
Pfarrhaus

Gossengrün wurde 1350 erstmals als Teil der Burgherrschaft Hartenberg urkundlich erwähnt. Im Jahre 1460 erwarb Wenzel Schlick von Passaun und Weißkirchen die Herrschaft. 1484 erhielt Gossengrün Stadtrechte verliehen. Ebenso besaß die an einem alten Handelsweg nach Sachsen gelegene Bergstadt das Markt- und Braurecht und die Schankgerechtigkeit für die umliegenden Dörfer. Vladislav II. erteilte der Stadt 1488 das Privileg zum Führen eines Wappens und Siegels. Das Bergamt wurde im 16. Jahrhundert nach einem Stadtbrand nach Bleistadt verlegt. Mit dem Kauf der Herrschaft Hartenberg durch Heinrich von Pisnitz wurde der Gossengrüner Bergbau 1597 unter Zuständigkeit des königlichen Bergamtes Bleistadt gestellt. Um Gossengrün wurde Blei und Silber gefördert; der Dreißigjährige Krieg brachte den Niedergang des Bergbaus. In der Stadt entstanden im 18. Jahrhundert zwei Spitäler. 1807 wurde Gossengrün durch einen Stadtbrand zerstört.
Besitzer waren u. a. die Geschlechter von Schlick, Pißnitz, Breda, Auersperg und Kopal.
Im 19. Jahrhundert hielt die Spitzenklöppelei Einzug in Gossengrün; etwa 300 der ca. 1500 Einwohner lebten davon. Später entstand eine Spiegelfabrik.
Nach der Aufhebung der Patrimonialherrschaften bildete Gossengrün ab 1850 eine Stadtgemeinde im Bezirk Falkenau.
Nach Ende des Ersten Weltkriegs wurde der Ort 1919 der neu geschaffenen Tschechoslowakei zugeschlagen.
1930 lebten in der Gemeinde 1626 überwiegend deutschsprachige Menschen. Im Sommer 1938 brach ein nationalistischer Aufstand aus: Nach dem Überfall auf die Gendarmeriestation starben sieben der Aufständischen durch das Eingreifen der tschechoslowakischen Armee. Nach dem Münchner Abkommen 1938 wurde Gossengrün dem Deutschen Reich angegliedert  und gehörte bis 1945 zum Landkreis Falkenau an der Eger, Regierungsbezirk Eger, im Reichsgau Sudetenland. 1939 hatte Gossengrün 1573 Einwohner. Nach Kriegsende  wurde die Gemeinde  von der Tschechoslowakei übernommen; die Deutschen wurden vertrieben. 1948 erfolgte die Umbenennung in Krajková. In den 1950er Jahren verlor Krajková die Stadtrechte. Krajková ist Mitglied der Mikroregion Svatavka. Zu Krajková gehören die Fluren des in der Talsperre Horka versunkenen Dorfes Leopoldovy Hamry.

### Einwohnerentwicklung
Bis 1945 war  Gossengrün  überwiegend von Deutschböhmen besiedelt, die vertrieben wurden.
| ! Jahr | Einwohner | Anmerkungen                                                                              |
| ------ | --------- | ---------------------------------------------------------------------------------------- |
| 1651   | 0546      | [ 5 ]                                                                                    |
| 1830   | 1.463     | in 221 Häusern, darunter zwei Geistliche, drei Beamte, 83 Gewerbetreibende und 49 Bauern |
| 1847   | 1.633     | in 229 Häusern                                                                           |
| 1852   | ca. 1650  | [ 8 ]                                                                                    |
| 1869   | 1757      |                                                                                          |
| 1880   | 1861      |                                                                                          |
| 1890   | 1466      |                                                                                          |
| 1900   | 1510      |                                                                                          |
| 1910   | 1621      |                                                                                          |
| 1921   | 1498      | davon 1489 Deutsche                                                                      |
| 1930   | 1626      | [ 10 ]                                                                                   |
| 1939   | 1573      | [ 10 ]                                                                                   |

| Jahr      | 1950 | 1961 1 | 1970 1 | 1980 1 | 1991 1 | 2001 1 | 2011 1 |
| Einwohner | 839  | 1106   | 898    | 866    | 776    | 832    | 830    |

## Kultur und Sehenswürdigkeiten
- Pfarrkirche St. Peter und Paul, am Markt. Das 1357 errichtete Bauwerk wurde 1583 und 1789 umgebaut. Der Turmanbau erfolgte in den Jahren 1859 bis 1862 auf Veranlassung von Franziska von Auersperg. Der Akanthus-Altar wurde in den 70er Jahren des 18. Jahrhunderts von Graf Julius Heinrich von Pisnitz gestiftet.
- Marienstatue, am Markt, errichtet 1701 auf Kosten von Maria Polyxena von Pisnitz
- Kapelle der Hl. Dreifaltigkeit, errichtet nach dem Stadtbrand von 1807
- Nischenkapelle des Hl. Johannes von Nepomuk
- Ruine des Schlosses Hartenberk, östlich des Dorfes
- Brunnen auf dem Markt
- Marterl von Pater Johann Frank (geb. 1872, in Gossengrün 1899–1904).

## Söhne und Töchter der Gemeinde
- Hugo Scherbaum (1872–1947), österreichischer Politiker
- Anton Horner (1877–1971), österreichischer Hornist
- Alfred Bohmann (1906–1983), deutscher Autor
- Peter Unger (* 1944), deutscher Unternehmer